# Johannes Kerkorrel
Johannes Kerkorrel, echte naam Ralph John Rabie, (Johannesburg, 27 maart 1960 - Kleinmond, 12 november 2002) was een Zuid-Afrikaanse zanger.
Hij was Afrikaanstalig. In het Nederlandse taalgebied verwierf hij extra bekendheid door zijn samenwerking met de Nederlandse zanger Stef Bos, met wie hij samen een versie opnam van zijn nummer Awuwa (Dansen) uit 1994.

## Carrière
Reeds in 1986 was Johannes Kerkorrel als zanger actief in de Zuid-Afrikaanse protestbeweging tegen de apartheid. Berucht en beroemd werd de Voëlvry-tournee met naast zijn Gereformeerde Blues Band ook Koos Kombuis en Bernoldus Niemand. Daaruit groeide het debuut "Eet Kreef", wat een commercieel succes werd ondanks de weigering van de officiële staatsradio om deze nummers uit te zenden.
Zijn ontdekking in de Lage Landen gebeurde met het nummer Hillbrow. In 1990 trad hij net na Donovan op in Dranouter voor zo'n 15000 festivalgangers. In die periode zocht Dree Peremans naar een invulling voor zijn op te zetten zondagavondprogramma op de radio en de zanger-journalist Kerkorrel werd geëngageerd. 
Van 3 februari 1991 (eerste aflevering) tot 27 mei 2001 las hij een wekelijkse column voor in het Vlaamse Radio 1-programma "Het einde van de wereld". In het totaal ging het om zo'n 368 columns over diverse onderwerpen. Bij de allerlaatste aflevering van "Het einde van de wereld" op 24 juni 2001, verzorgde hij een live-optreden.
In die periode maakte hij verschillende tournees in vaak uitverkochte culturele centra in Vlaanderen en Nederland.
Kerkorrel beging op 42-jarige leeftijd in Kleinmond in de West-Kaap zelfmoord door zich op te hangen. Hij liet een (mannelijke) partner, een gescheiden vrouw en een zoon achter.

## Albums
- Eet Kreef (1989)
  - Sit Dit Af
  - Tronk
  - Liefde
  - Ossewa
  - Hillbrow
  - Donker donker land
  - Energie
  - BMW
  - Ou Ou Lied Van Afrika
  - Ry

- Bloudruk (1992)
  - Halala Afrika
  - Ballade van 'n Mynwerker
  - Sy Beweeg
  - Somer
  - Dêrde Wereld
  - Revolusie
  - Persreen
  - Toekomsrap
  - Hoe Ek Voel
  - Blou Aarde

- Cyanide in the Beefcake (1994)
  - Daar Is Geen
  - Absoluut Goed
  - Speel My Pop
  - Dirty Business
  - Elektriese Stoel
  - Te Veel Vir 'n Witvrou In Afrika
  - Awuwa (Dansen)
  - River Of Love
  - Mozambique
  - Alles Beter Binne Die Droom
  - Waiting For Godot

- Ge-trans-for-meer (1996)
  - Sê-Sê
  - Europhobia
  - Oe, Die Kaap
  - Changes
  - Paradys
  - Elvis
  - Dawid Ryk
  - Wanhoop In die Vrystaat
  - Al Lê Die Berge Nog So Blou
  - Snor City
  - My Ewig Ontwykende Beminde
  - Boogskutter
  - Onder In My Whiskeyglas
  - Foto
  - Ewig Jonk

- Tien Jaar Later (1998)
  - Sit Dit Af
  - Hillbrow
  - BMW
  - Halala Afrika
  - Somer
  - Revolusie
  - Daar Is Geen
  - Awuwa
  - River Of Love
  - Europhobia
  - Onder In My Whiskeyglas
  - Al Lê Die Berge Nog So Blou
  - River Of Love (Remix)
  - Wat 'n Vriend Het Ons In PW
  - Almal Moet Gerook Raak

- Sing Koos du Plessis (1999)
  - Stemme In Die More
  - Najaarsdroom
  - Swerwers (Radio Trance Mix)
  - Skimme (Ambient Radio Mix)
  - Hier's Ons Almal Tesaam
  - Skadu's Teen Die Muur
  - Spore Op Die Maan
  - As Jy My Kan Volg
  - Vermiste Mense
  - Sprokie Vir 'n Stadskind
  - Skielik Is Jy Vry
  - Nagwag
  - Molberge
  - Skimme (Dub Shuffle)
  - Swerwers (Instrumental Ambient Space Mix)

- Die Anderkant (2000)
  - Die Ander Kant
  - Die Sirkusdier
  - Slaap Klein Beminde
  - Dis Net Jy
  - Aa, Mens!
  - Die Balkon
  - Walking In The Rain
  - Bierfeesten
  - Die Stad Bloei Vanaand
  - Net 'n Bietjie Liefde

- Voëlvry Die Tour (2002)
  - Sit Dit Af -- Gereformeerde Blues Band
  - Bomskok Babalaas -- Koos Kombuis
  - Paranoia In Parow Noord -- Koos Kombuis
  - Hou My Vas Korporaal -- Bernoldus Niemand
  - My Broken Heart -- Bernoldus Niemand
  - BMW -- Gereformeerde Blues Band
  - Wat 'n Vriend Het Ons In PW -- Gereformeerde Blues Band
  - Almal Moet Gerook Raak -- Gereformeerde Blues Band
  - Avbob -- Gereformeerde Blues Band
  - Autobank Vastrap -- Koos Kombuis
  - Fanie -- Koos Kombuis
  - Hillbrow -- Gereformeerde Blues Band
  - Lied Van Ou Afrika -- Gereformeerde Blues Band
  - Snor City -- Bernoldus Niemand
  - Vakansie In Lusaka -- Koos Kombuis
  - Where Do You Go To PW? -- Koos Kombuis
  - Tronk -- Gereformeerde Blues Band
  - Die Nuus -- Gereformeerde Blues Band
  - Barend Vat Ons Geld -- Gereformeerde Blues Band
  - Ossewa -- Gereformeerde Blues Band
  - Siembamba -- Koos Kombuis & Johannes Kerkorrel

- International Standard Name Identifier: 0000 0000 3736 9785
- Library of Congress Control Number: n2005015767
- MusicBrainz: bca8d8f9-1fc6-4198-9ea6-fb6876af1294
- Virtual International Authority File: 9251057
- WorldCat: E39PBJtX9hMVR88GJRk49hx4bd